# Argyrolepidia mesotis
Argyrolepidia mesotis là một loài bướm đêm trong họ Noctuidae.